# Allium virgunculae
Allium virgunculae är en amaryllisväxtart som beskrevs av Tokujirô Tokijiro Maekawa och Siro Kitamura. Allium virgunculae ingår i släktet lökar, och familjen amaryllisväxter.

## Underarter
Arten delas in i följande underarter:
- A. v. koshikiense
- A. v. virgunculae
- A. v. yakushimense

## Bildgalleri

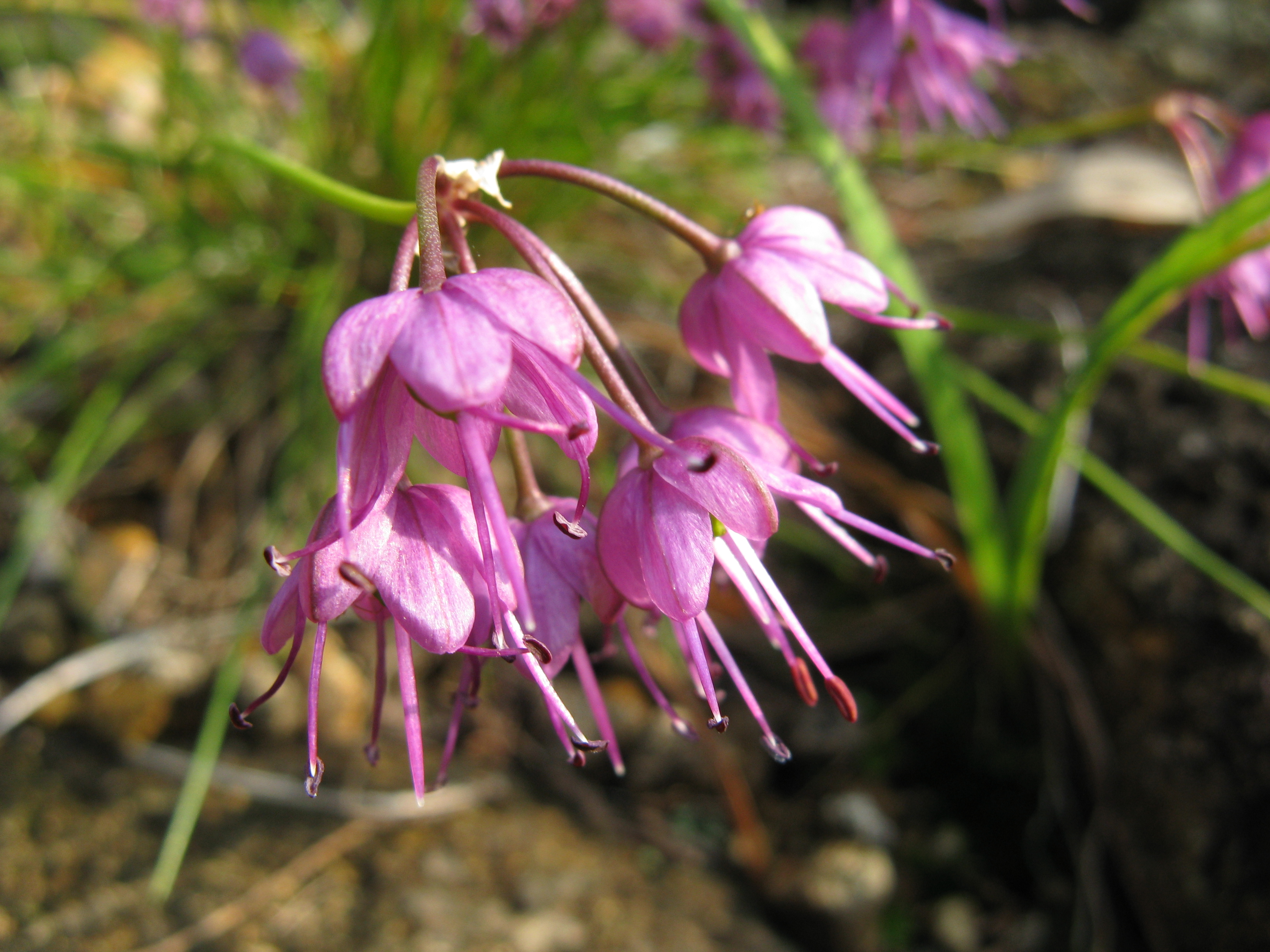